# IC 4545
IC 4545 ist eine Balken-Spiralgalaxie vom Hubble-Typ SBc im Sternbild Apus am Südsternhimmel. Sie ist schätzungsweise 133 Millionen Lichtjahre von der Milchstraße entfernt und hat einen Durchmesser von etwa 70.000 Lj.
Das Objekt wurde am 13. Juni 1901 von DeLisle Stewart entdeckt.